# Шандор Юст
Шандор Юст (12 квітня 1874, Бремен, Німецька Імперія — 30 травня 1937, Будапешт, Королівство Угорщина) — угорський хімік німецького походження. Справжнє ім'я — Олександр Фрідріх Юст. Поселившись в Угорщині, став називати себе Юст Шандор Фрідеш.

## Біографія
Шандор Юст народився у Бремені в 1874 році в родині Максиміліана Олександра Юста і Елізабет Доротеї Софії Хойєрман. У 1882 році разом із сім'єю переїхав до Відня, де закінчив гімназію Маріагільф. У 1892 році вступив до Віденського Університету, де вивчав хімію, фізику, філософію, мінералогію і математику. В 1894 році за порадою дядька Едуарда Юста розпочав роботу над докторською дисертацією, яку захистив через два роки, отримавши докторський ступінь. Працював асистентом у Віденському технічному університеті в галузі аналітичної хімії.
У 1900 році у Відні одружився з Анною Марією Елізабет Ножичке, вона народила чотирьох синів і одну доньку.
У 1904 році спільно з хорватським хіміком Франьо Ханаманом вперше розробив і запатентував лампу розжарювання з вольфрамовою ниткою. Нова технологія, запропонована Ханаманом і Юстом, передбачала осадження вольфраму з пари гексахлориду вольфраму на вугільну нитку, після чого нитка спалювалась у водневій атмосфері. Дана технологія була запатентована в Угорщині в 1904 році. Нові лампи вийшли більш довговічними і ефективними, оскільки вольфрам мав вищу температуру плавлення. Однак вольфрам мав вельми обмежене застосування через те, що був нековким і тому досить крихким, тому після того, як американський фізик Вільям Кулідж запропонував більш досконалу технологію виробництва ниток з ковкого вольфраму, розробка Юста і Ханамана втратила цінність.